# Grande Prêmio do Catar de 2018 (MotoGP)
O Grande Prêmio do Catar de MotoGP de 2018 ocorreu em 18 de março.

## Resultados

### Classificação MotoGP
| Pos | Piloto            | Equipe                      | Moto    | Tempo     | Pontos |
| --- | ----------------- | --------------------------- | ------- | --------- | ------ |
| 1   | Andrea Dovizioso  | Ducati Team                 | Ducati  | 42'34.654 | 25     |
| 2   | Marc Marquez      | Repsol Honda Team           | Honda   | +0.027    | 20     |
| 3   | Valentino Rossi   | Movistar Yamaha MotoGP      | Yamaha  | +0.797    | 16     |
| 4   | Cal Crutchlow     | LCR Honda CASTROL           | Honda   | +2.881    | 13     |
| 5   | Danilo Petrucci   | Alma Pramac Racing          | Ducati  | +3.821    | 11     |
| 6   | Maverick Viñales  | Movistar Yamaha MotoGP      | Yamaha  | +3.888    | 10     |
| 7   | Dani Pedrosa      | Repsol Honda Team           | Honda   | +4.621    | 9      |
| 8   | Johann Zarco      | Monster Yamaha Tech 3       | Yamaha  | +7.112    | 8      |
| 9   | Andrea Iannone    | Team SUZUKI ECSTAR          | Suzuki  | +12.957   | 7      |
| 10  | Jack Miller       | Alma Pramac Racing          | Ducati  | +14.594   | 6      |
| 11  | Tito Rabat        | Reale Avintia Racing        | Ducati  | +15.181   | 5      |
| 12  | Franco Morbidelli | EG 0,0 Marc VDS             | Honda   | +16.274   | 4      |
| 13  | Alvaro Bautista   | Angel Nieto Team            | Ducati  | +19.788   | 3      |
| 14  | Hafizh Syahrin    | Monster Yamaha Tech 3       | Yamaha  | +20.299   | 2      |
| 15  | Karel Abraham     | Angel Nieto Team            | Ducati  | +23.287   | 1      |
| 16  | Thomas Luthi      | EG 0,0 Marc VDS             | Honda   | +24.189   | 0      |
| 17  | Takaaki Nakagami  | LCR Honda IDEMITSU          | Honda   | +24.554   | 0      |
| 18  | Bradley Smith     | Red Bull KTM Factory Racing | KTM     | +31.704   | 0      |
| 19  | Aleix Espargaro   | Aprilia Racing Team Gresini | Aprilia | +34.712   | 0      |
| 20  | Scott Redding     | Aprilia Racing Team Gresini | Aprilia | +37.641   | 0      |
| 21  | Xavier Simeon     | Reale Avintia Racing        | Ducati  | +46.706   | 0      |

### Classificação Moto2
| Pos | Piloto              | Equipe                       | Moto     | Tempo     | Pontos |
| --- | ------------------- | ---------------------------- | -------- | --------- | ------ |
| 1   | Francesco Bagnaia   | SKY Racing Team VR46         | Kalex    | 40'19.802 | 25     |
| 2   | Lorenzo Baldassarri | Pons HP40                    | Kalex    | +0.112    | 20     |
| 3   | Alex Marquez        | EG 0,0 Marc VDS              | Kalex    | +5.625    | 16     |
| 4   | Mattia Pasini       | Italtrans Racing Team        | Kalex    | +6.657    | 13     |
| 5   | Miguel Oliveira     | Red Bull KTM Ajo             | KTM      | +10.296   | 11     |
| 6   | Brad Binder         | Red Bull KTM Ajo             | KTM      | +10.344   | 10     |
| 7   | Marcel Schrotter    | Dynavolt Intact GP           | Kalex    | +11.419   | 9      |
| 8   | Xavi Vierge         | Dynavolt Intact GP           | Kalex    | +11.516   | 8      |
| 9   | Luca Marini         | SKY Racing Team VR46         | Kalex    | +20.690   | 7      |
| 10  | Jorge Navarro       | Federal Oil Gresini Moto2    | Kalex    | +20.961   | 6      |
| 11  | Joan Mir            | EG 0,0 Marc VDS              | Kalex    | +23.025   | 5      |
| 12  | Remy Gardner        | Tech 3 Racing                | Tech 3   | +30.292   | 4      |
| 13  | Hector Barbera      | Pons HP40                    | Kalex    | +30.299   | 3      |
| 14  | Simone Corsi        | Tasca Racing Scuderia Moto2  | Kalex    | +30.732   | 2      |
| 15  | Dominique Aegerter  | Kiefer Racing                | KTM      | +30.870   | 1      |
| 16  | Isaac Viñales       | SAG Team                     | Kalex    | +31.052   | 0      |
| 17  | Danny Kent          | Beta Tools - Speed Up Racing | Speed Up | +31.958   | 0      |
| 18  | Bo Bendsneyder      | Tech 3 Racing                | Tech 3   | +32.382   | 0      |
| 19  | Andrea Locatelli    | Italtrans Racing Team        | Kalex    | +35.228   | 0      |
| 20  | Fabio Quartararo    | Beta Tools - Speed Up Racing | Speed Up | +35.357   | 0      |
| 21  | Tetsuta Nagashima   | IDEMITSU Honda Team Asia     | Kalex    | +35.969   | 0      |
| 22  | Steven Odendaal     | NTS RW Racing GP             | NTS      | +42.545   | 0      |
| 23  | Khairul Idham Pawi  | IDEMITSU Honda Team Asia     | Kalex    | +42.776   | 0      |
| 24  | Romano Fenati       | Marinelli Snipers Team       | Kalex    | +44.562   | 0      |
| 25  | Joe Roberts         | NTS RW Racing GP             | NTS      | +56.077   | 0      |
| 26  | Stefano Manzi       | Forward Racing Team          | Suter    | +1'01.581 | 0      |
| 27  | Jules Danilo        | Nashi Argan SAG Team         | Kalex    | +1'01.853 | 0      |
| 28  | Zulfahmi Khairuddin | SIC Racing Team              | Kalex    | +1'11.618 | 0      |
| 29  | Federico Fuligni    | Tasca Racing Scuderia Moto2  | Kalex    | +1'20.148 | 0      |
| 30  | Eric Granado        | Forward Racing Team          | Suter    | +1'26.192 | 0      |

### Classificação Moto3
| Pos | Piloto                 | Equipe                  | Moto  | Tempo     | Pontos |
| --- | ---------------------- | ----------------------- | ----- | --------- | ------ |
| 1   | Jorge Martin           | Del Conca Gresini Moto3 | Honda | 38'18.207 | 25     |
| 2   | Aron Canet             | Estrella Galicia 0,0    | Honda | +0.023    | 20     |
| 3   | Lorenzo Dalla Porta    | Leopard Racing          | Honda | +6.746    | 16     |
| 4   | Niccolò Antonelli      | SIC58 Squadra Corse     | Honda | +6.791    | 13     |
| 5   | Gabriel Rodrigo        | RBA BOE Skull Rider     | KTM   | +6.850    | 11     |
| 6   | Fabio Di Giannantonio  | Del Conca Gresini Moto3 | Honda | +6.916    | 10     |
| 7   | Kaito Toba             | Honda Team Asia         | Honda | +6.946    | 9      |
| 8   | Ayumu Sasaki           | Petronas Sprinta Racing | Honda | +6.998    | 8      |
| 9   | Jakub Kornfeil         | Redox PruestelGP        | KTM   | +7.156    | 7      |
| 10  | Andrea Migno           | Angel Nieto Team Moto3  | KTM   | +7.699    | 6      |
| 11  | Adam Norrodin          | Petronas Sprinta Racing | Honda | +7.753    | 5      |
| 12  | Jaume Masia            | Bester Capital Dubai    | KTM   | +8.026    | 4      |
| 13  | Kazuki Masaki          | RBA BOE Skull Rider     | KTM   | +8.829    | 3      |
| 14  | Marco Bezzecchi        | Redox PruestelGP        | KTM   | +21.838   | 2      |
| 15  | Marcos Ramirez         | Bester Capital Dubai    | KTM   | +26.912   | 1      |
| 16  | Dennis Foggia          | SKY Racing Team VR46    | KTM   | +26.981   | 0      |
| 17  | Tony Arbolino          | Marinelli Snipers Team  | Honda | +33.401   | 0      |
| 18  | Nakarin Atiratphuvapat | Honda Team Asia         | Honda | +33.446   | 0      |
| 19  | Makar Yurchenko        | CIP - Green Power       | KTM   | +33.622   | 0      |